# Kwartscrisis
Met kwartscrisis wordt de periode van 1970 tot begin jaren 80 aangeduid waarbij de Zwitserse horloge-industrie in zwaar weer verkeerde door de opkomst van kwartshorloges en een algemene slechte economische toestand.

## Zwitsers monopolie
Tijdens de Tweede Wereldoorlog kon de Zwitserse horloge-industrie zich blijven richten op het produceren van horloges en andere tijdmeetapparatuur door de neutrale houding van Zwitserland. Andere grote spelers op die markt, zoals Duitsland en Engeland, waren door de oorlog genoodzaakt zich te richten op precisieinstrumenten voor militair gebruik. Op die manier namen de Zwitsers een grote voorsprong en bouwden een soort monopolie op. Tot aan de jaren 1970 had de Zwitserse horlogeindustrie een marktaandeel van circa 90%.

## Neergang
Toen de kwartstechnologie werd ontwikkeld door Zwitserse bedrijven (voornamelijk Girard-Perregaux), weigerden de meeste Zwitserse manufactuurs de nieuwe technologie te gaan gebruiken. Andere horlogemakers, buiten Zwitserland, zagen de voordelen er van en gingen verder met het ontwikkelen van de technologie. De eerste kwartshorloges met een analoge weergave kwamen in 1969 op de markt. In 1978 waren kwartshorloges populairder dan mechanische horloges. Veel Zwitserse horlogemerken kwamen in de  problemen of verdwenen zelfs helemaal. De kwartshorloges werden veelal geproduceerd in Azië.
Door de kwartscrisis verloren ongeveer 60.000 mensen in de Zwitserse horlogeindustrie hun baan. Het aantal bedrijven ging in 15 jaar tijd van 1.600 in 1970 naar ongeveer 600.

## Herstel
In 1981 was de crisis op een cruciaal punt beland. In 1982 werd het eerste prototype van Swatch getoond. Swatch zou doorslaggevend worden voor de herstel van de Zwitserse horlogeindustrie. De populariteit van het merk kwartshorloges leverde veel vermogen op voor Hayek, een holding van verschillende fabrikanten. Hiermee kon het bestaan van veel horlogemerken worden gewaarborgd. Ze zouden deel gaan uitmaken van de Swatchgroep.